# Chikkabanahalli, Bangalore South
Chikkabanahalli là một làng thuộc tehsil Bangalore South, huyện Bangalore Urban, bang Karnataka, Ấn Độ.